# Asambleas del Partido Republicano de 2008 en Dakota del Norte
Las asambleas republicanas de Dakota del Norte, 2008fueron el 5 de febrero de 2008. Romney ganó con 8 de los 23 delegados nacionales.

## Resultados
| Candidato     | Votos | Porcentajes | Delegados |
| ------------- | ----- | ----------- | --------- |
| Mitt Romney   | 3,490 | 35.82%      | 8         |
| John McCain   | 2,224 | 22.83%      | 5         |
| Ron Paul      | 2,082 | 21.37%      | 5         |
| Mike Huckabee | 1,947 | 19.98%      | 5         |
| Total         | 9,743 | 100%        | 23        |